# Kees van der Kooi
Cornelis (Kees) van der Kooi (Leeuwarden, 4 oktober 1952) is hoogleraar westerse systematische theologie aan de Vrije Universiteit te Amsterdam en directeur van het CERT.

## Biografie
Prof dr. C. (Kees) van der Kooi, gereformeerd dogmaticus, was sinds 1 januari 2008 hoogleraar westerse systematische theologie aan de VU te Amsterdam, tevens was hij directeur van het Center for Evangelical and Reformation Theology. Daarvoor was hij bijzonder hoogleraar theologie van de charismatische vernieuwing en universitair (hoofd)docent dogmatiek aan de VU. Hij geldt als een expert op het terrein van het Calvijn- en Barthonderzoek. Vanuit zijn belangstelling voor het werk van de Geest (pneumatologie) onderzocht Van der Kooi ook het onderwerp gebedsgenezing.

## Publicaties (niet volledig)
- Christelijke dogmatiek. Een inleiding - 2012
- De denkweg van de jonge Karl Barth. Een analyse van zijn theologie in het licht van de vraag naar geloofsverantwoording in de jaren 1909-1927 - 1985 (proefschrift)
- Anfängliche Theologie. Der Denkweg des jungen Karl Barth (1909-1927) - 1987 (Duitse vertaling van zijn proefschrift)
- Heil en verlangen. Centrale thema’s in het geding tussen christelijk geloof en nieuwe-tijdsdenken - 1995
- Hinkelen binnen de lijnen. Enkele krijtstrepen voor een christologie - 1999
- Kuyper Reconsidered. Aspects of his Life and Work (VU Studies on Protestant History 3) - 1999
- Als in een spiegel. God kennen volgens Calvijn en Barth. Een tweeluik. - 2002
- Tegenwoordigheid van geest. Verkenningen op het gebied van de leer van de Heilige Geest - 2006[3]
- De schande niet achtende". De betekenis van Jezus voor godsleer en heilsleer in In het spoor van Jezus en Mohammed. Op zoek naar God en hoe te leven (red. S. Bouayadi-van de Wetering en H.Vroom, Zoetermeer 2008
- Heilige Geest en Europese cultuur in: E. Borgman, Kees van der Kooi e.a., De werking van de Heilige Geest in de Europese cultuur en traditie, Kampen 2008.